# Управление ООН по наркотикам и преступности

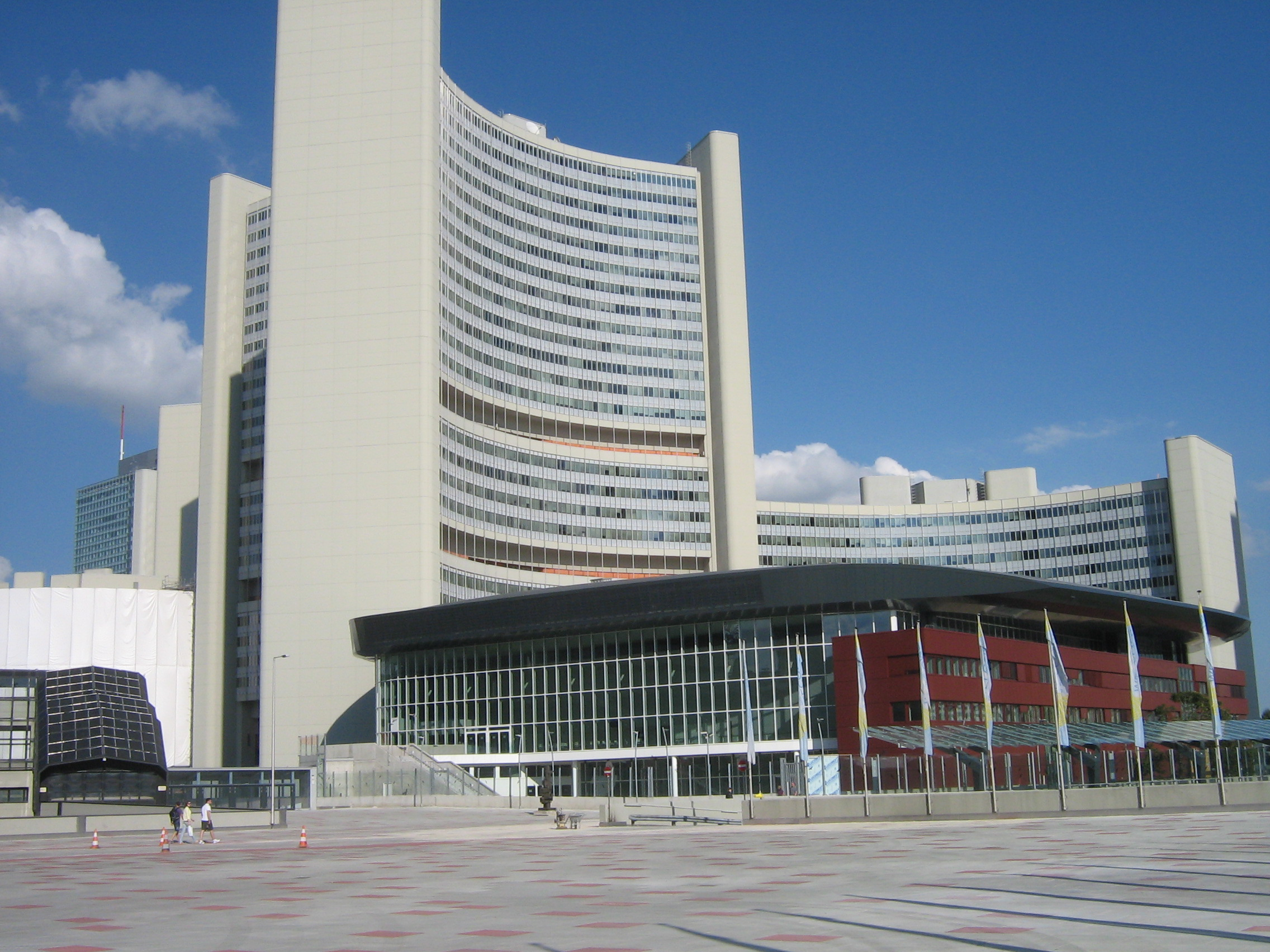
Венский международный центр, где располагается Управление

Управление ООН по наркотикам и преступности (ЮНОДК или УНП ООН; англ. UNODC от United Nations Office on Drugs and Crime) — подразделение ООН, занимающееся борьбой с незаконным оборотом наркотиков, оружия, организованной преступностью, торговлей людьми и международным терроризмом.
Штаб-квартира УНП ООН находится в Вене в Венском международном центре, наряду с такими организациями, как МАГАТЭ, Организация Объединённых Наций по промышленному развитию (ЮНИДО) и другими.
Управление было основано в 1997 году в результате слияния Программы ООН по контролю за наркотиками и Центра по предотвращению международной преступности. ЮНОДК действует по всему миру через сеть региональных отделений.

## Организационная структура
По всему миру функционирует 21 региональное отделение, охватывая около 150 стран. Всего в Управлении работает около 1500 человек.

## Сферы деятельности
- Организованная преступность и незаконная торговля. ЮНОДК помогает правительствам реагировать на нестабильность и угрозы безопасности из-за таких преступлений, как торговля людьми, контрабанда наркотиков, оружия, природных ресурсов и поддельных товаров. Также Управление борется с новыми видами преступлений, таких как киберпреступления, контрабанда культурных памятников и экологические преступления.
- Коррупция. ЮНОДК сотрудничает с общественными и частными организациями и гражданским обществом, чтобы ослабить влияние коррумпированных лиц на правительство, национальные границы и торговые каналы.
- Предотвращение преступлений и реформа уголовной юстиции. ЮНОДК поощряет использование тренировочных руководств, применение правил поведения, стандартов и норм, чтобы гарантировать, что обвиняемый, виновный и жертва преступления могут рассчитывать на справедливость уголовной юстиции, которая основывается на принципах прав человека. Верховенство права также должно придавать гражданам уверенность в эффективности судов и гуманности тюрем.
- Предотвращение злоупотребления наркотиками и здоровье. Путём образовательных кампаний и основываясь на научных фактах, ЮНОДК пытается убеждать молодежь не принимать наркотики, наркозависимых лиц искать способы лечения, а государства рассматривать наркотики не как преступление, а как проблему здоровья.
- Предотвращение терроризма. В этом направлении ЮНОДК применяет программный подход, который подразумевает долгосрочную, адаптированную помощь органам, вовлеченным в расследование дел, связанных с терроризмом.[1]

## Финансирование
Бюджет ЮНОДК на 90 % состоит из добровольных взносов правительств стран-участниц.
Сводный бюджет ЮНОДК на двухгодичный период 2010—2011 годы составил 468,3 млн $, включая 42,6 млн $ (9,1 %) из регулярного бюджета ООН. Заложенные в бюджет добровольные взносы составили 425,7 млн $, из которых 273,2 млн $ (64,2 %) пошли на программу по наркотикам, а 152,5 млн $ (35,58 %) — на программу по преступности.
Добровольные взносы на деятельность ЮНОДК вносят правительства государств-членов ООН, целевые фонды с участием многих доноров, межправительственные организации, международные финансовые учреждения и частные доноры.

## Исполнительные директора
- 2002—2010 — Антонио Мария Коста
- 2010—2019 — Юрий Федотов
- С 2020 — Гада Фатхи Вали